# Frédéric Collignon
Pour les articles homonymes, voir Collignon.
Frédéric Collignon (né le 13 décembre 1975), aussi surnommé « Le Zizou du baby-foot »  est un joueur belge de baby-foot, 60 fois champion du monde originaire de Liège.

## Biographie
Dans la période de 15 ans à partir de 1997-2012, Collignon est le joueur dominant le baby-foot au niveau mondial[réf. nécessaire], remportant le Championnat du monde multi-table à 7 occasions, le championnat du monde sur table Tornado à 5 reprises, et d'autres tables reconnues dont Bonzini, Garlando, Leonhart, Roberto Sport, Jupiter, Eurosoccer, etc. En double des tournois aux États-Unis, Collignon a établi un partenariat dominant avec Todd Loffredo, remportant les doubles dans les Championnats du monde sur table Tornado à 7 occasions.[réf. nécessaire]
Après avoir remporté plus de championnats du monde sur plusieurs tables que tout autre joueur dans l'histoire[réf. nécessaire], et étant en outre le seul acteur européen à avoir jamais été dominant aux États-Unis[réf. nécessaire], Collignon est considéré par la plupart comme le plus grand joueur dans l'histoire du sport[réf. nécessaire], bien que Collignon considère plutôt Loffredo comme le plus grand.[réf. nécessaire]
En janvier 2012, il devient une nouvelle fois champion du monde de baby-foot à Nantes, ce qui le classe à la quatrième place mondiale d'après la Fédération internationale de baby-foot (ITSF).
Collignon a annoncé sa retraite à la fin de 2012, à un moment où il était le champion du monde multi-table en simple et double et champion du monde sur table Tornado et après avoir conduit la Belgique à la victoire en Coupe du monde[réf. nécessaire]. Il est à ce moment « le seul joueur au monde à avoir gagné sur toutes les tables de babyfoot reconnues par l'International Table Soccer Federation » avec un palmarès de 118 titres en simple, 306 titres en double dont 54 titres de champion du monde.
Néanmoins, après une année complète sans tournoi, il reprend la compétition en septembre 2013.
Lors des 9e championnats du Monde de Baby Foot en 2016, il remporte avec Billy Pappas (États-Unis) la finale de la catégorie des Open Double contre l’équipe du Luxembourg.
Selon Frédéric Fleurot, joueur de l’équipe de France de football de table :
« Ce type, c’est le bestiau, la machine. Il a un garage avec tous les baby possibles, il maîtrise toutes les surfaces. C’est un extraterrestre. Il a débuté à 3 ans. ».